# Krowodrza

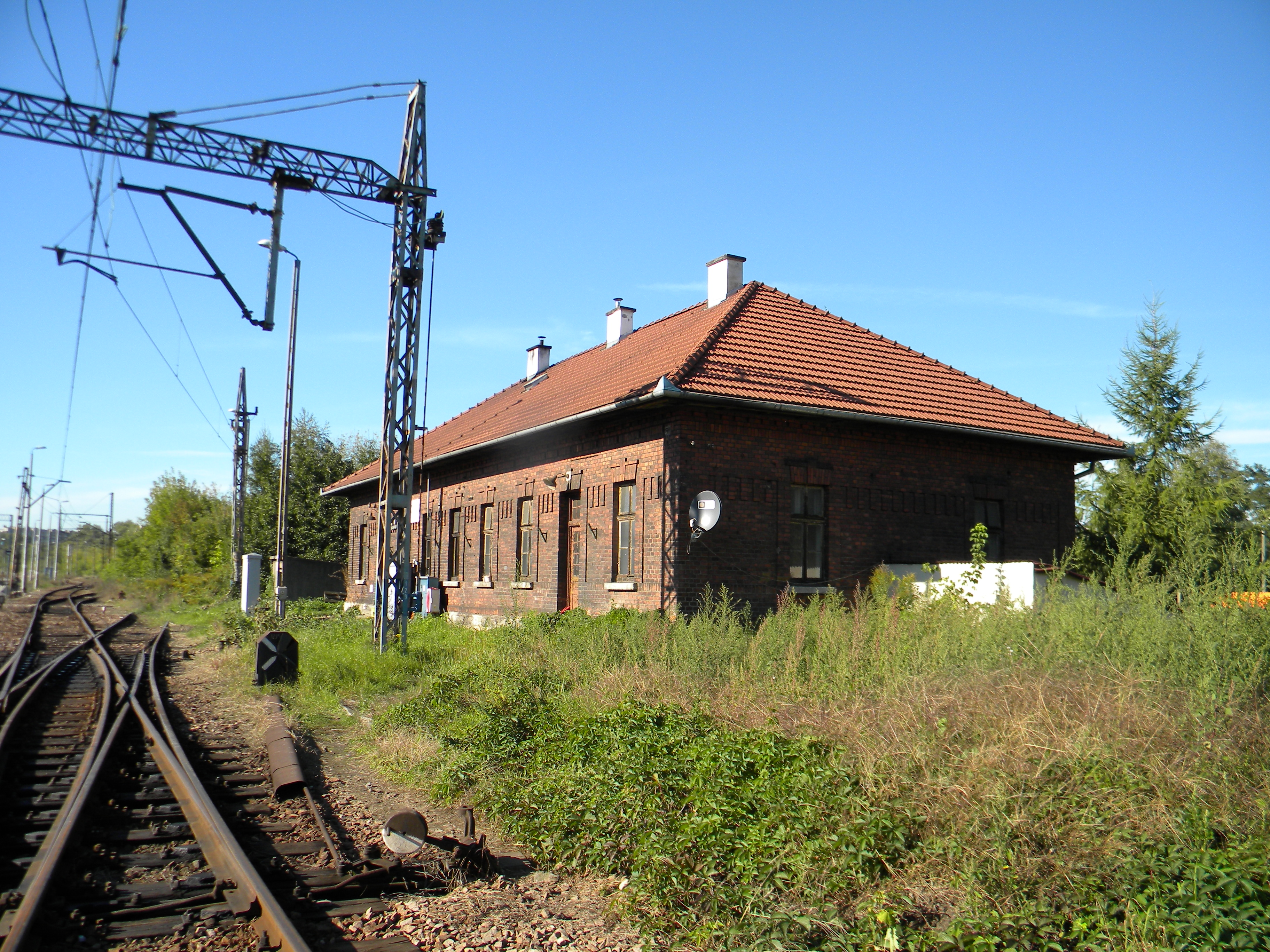
Güterbahnhof aus dem Jahr 1913

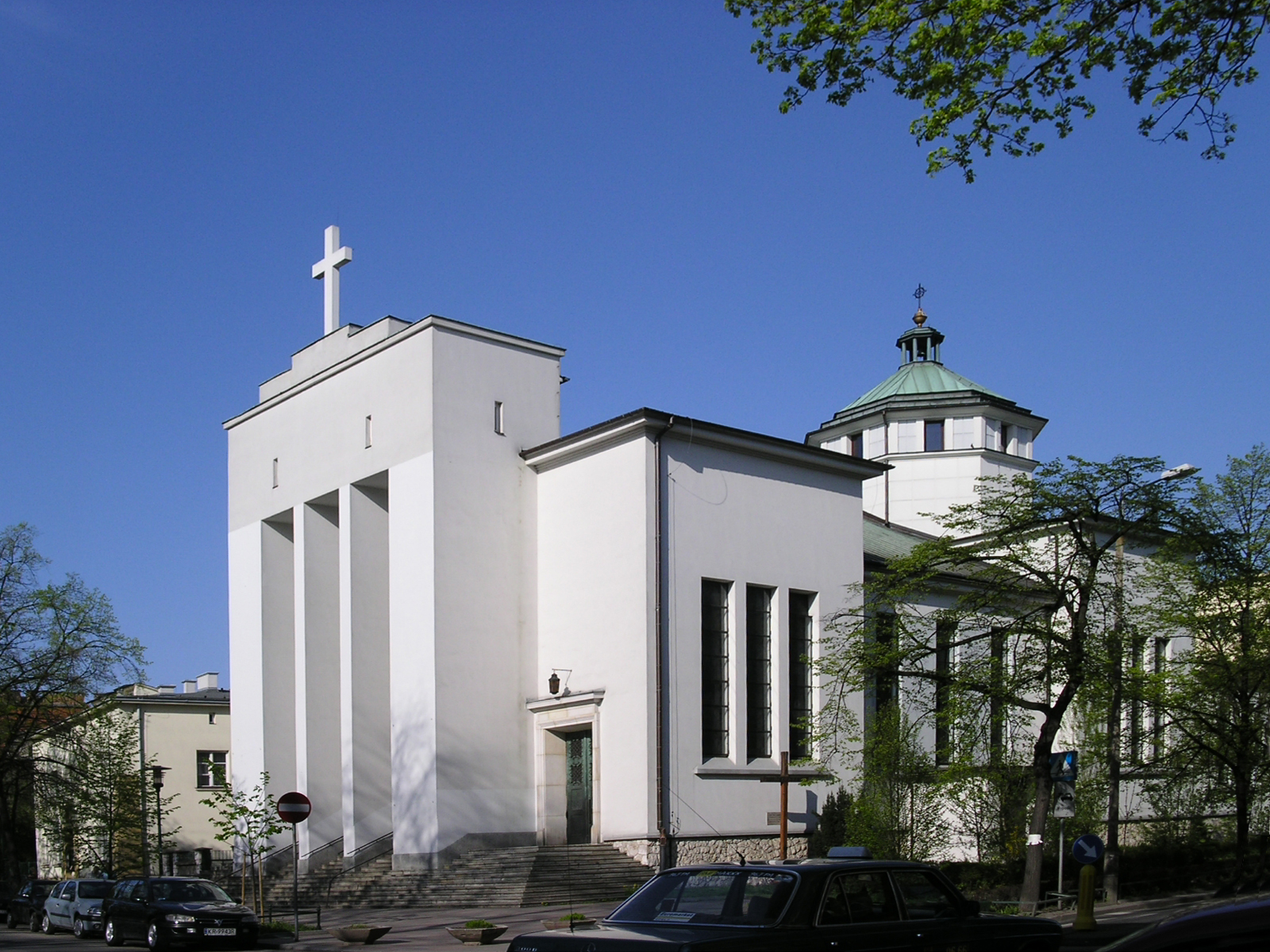
Stephanskirche

Krowodrza ist ein Stadtteil der Großstadt Krakau in Polen, nordwestlich der Krakauer Altstadt, der namensgebend für den Stadtbezirk V ist, jedoch der Teil nördlich der Eisenbahnlinie liegt im Stadtbezirk IV Prądnik Biały.

## Geschichte
Der Ort wurde erstmals im Jahr 1257 als Crowodra urkundlich erwähnt. Der Name bedeutet: der Ort, wo die Kühe gehäutet wurden. Im Jahr 1442 wurde auch einmalig der Nebenname Stary Worwark (etwa Alt Vorwerk) erwähnt, und zwar gab es dort, wie in Nowa Wieś und Czarna Wieś, viele Vorwerke, Wiesen, Ackerfelde und Garten der Krakauer Bürger. Später gehörte der Ort der Juridika Biskupie (der Krakauer Bischöfe).
Bei der dritten Teilung Polens wurde es 1795 Teil des habsburgischen Kaiserreichs. In den Jahren 1815–1846 gehörte das Dorf zur Republik Krakau, 1846 wurde es als Teil des kurzlebigen Großherzogtums Krakau in die Länder des Kaisertums Österreich annektiert. Ab dem Jahr 1855 gehörte es zum Bezirk Krakau. Im östlichen Teil des Dorfs wurden Kasernen sowie eine Festung der Festung Krakau errichtet, was eine Urbanisierung initiierte, danach von der Industrialisierung gefolgt.
Im Jahr 1900 verfügte die Gemeinde Krowodrza über eine Fläche von 421 Hektar mit 187 Häusern und 5045 Einwohnern, davon war die Mehrheit polnischsprachig (4623) und römisch-katholisch (4890), außerdem (meistens im Militär) 267 deutschsprachig, 121 Juden.
Am 1. April 1910 wurde die Gemeinde nach Krakau eingemeindet. Im Jahr 1921 hatte der Stadtteil XVII. Krowodrza 343 Gebäude mit 6.689 Einwohnern, davon die Mehrheit polnischer Nationalität (6786) und römisch-katholisch (6869), außerdem die größte Minderheit der Juden, die 249 Menschen zählte.